# Androcymbium walteri
Androcymbium walteri là một loài thực vật có hoa trong họ Colchicaceae. Loài này được Pedrola, Membrives & G.Monts. miêu tả khoa học đầu tiên năm 1999.